# Епењ
Епењ (фр. Epaignes) насеље је и општина у северној Француској у региону Горња Нормандија, у департману Ер која припада префектури Берне.
По подацима из 2011. године у општини је живело 1382 становника, а густина насељености је износила 52,95 становника/km². Општина се простире на површини од 26,1 km². Налази се на средњој надморској висини од 164 метара (максималној 181 m, а минималној 84 m).

## Демографија
| 1962. | 1968. | 1975. | 1982. | 1990. | 1999. | 2011. |
| ----- | ----- | ----- | ----- | ----- | ----- | ----- |
| 934   | 947   | 964   | 1.029 | 1.090 | 1.158 | 1.382 |

График промене броја становника у току последњих година